# Pectinifera
Pectinifera là một chi bướm đêm thuộc họ Erebidae.